# Филогазо
Филогазо (итал. Filogaso) — коммуна в Италии, располагается в регионе Калабрия, в провинции Вибо-Валентия.
Население составляет 1421 человек (2008 г.), плотность населения составляет 61 чел./км². Занимает площадь 23 км². Почтовый индекс — 89843. Телефонный код — 0963.
Покровительницей коммуны почитается святая Агата, празднование 5 февраля.

## Демография
Динамика населения:

## Администрация коммуны
- Официальный сайт: http://www.comune.filogaso.vv.it